# Janka Hińko
Janka Hińko, biał. Янка Гінько (ur. 3 stycznia 1912 r., zm. w latach 80.) – białoruski działacz niepodległościowy, przewodniczący oddziału Białoruskiej Samopomocy Ludowej w Głębokim, a następnie oficer Białoruskiej Obrony Krajowej podczas II wojny światowej
W 1939 r. ukończył politechnikę w Warszawie jako inżynier geodezji. Do 1941 r. pracował w swoim zawodzie. Po ataku wojsk niemieckich na ZSRR 22 czerwca 1941 r., wyjechał na okupowaną Białoruś. W 1942 r. został przewodniczącym oddziału Białoruskiej Samopomocy Ludowej w Głębokim. Jednocześnie działał w konspiracyjnej Białoruskiej Partii Niepodległościowej. Wszedł do jej kierownictwa. Stanął na czele wydziału politycznego BNP. W 1944 r. odmówił zostać przedstawicielem Białoruskiej Centralnej Rady w Słucku. Wstąpił do Białoruskiej Obrony Krajowej, otrzymując stopień porucznika. Uczestniczył 27 czerwca tego roku w obradach II Kongresu Wszechbiałoruskiego w Mińsku. Po ewakuacji do Prus Wschodnich wstąpił do Batalionu Desantowego "Dalwitz". 17 listopada został zrzucony na spadochronie w rejonie Lidy. Wkrótce został schwytany przez NKWD. Na procesie kierownictwa BNP w Mińsku w 1946 r. skazano go na karę 25 lat łagrów. Był osadzony w łagrze w Incie. Po zakończeniu kary w 1956 r., pozostał w Incie, gdyż nie otrzymał zgody na powrót na Białoruś. Po pewnym czasie wyjechał do Moskwy, a następnie powrócił na Białoruś.